# مانليف بارينغتون
مانليف بارينغتون (بالإنجليزية: Manliff Barrington) مواليد 19 نوفمبر 1912، كان متسابق دراجات نارية أيرلندي فاز بكأس جزيرة مان السياحية. نافس في سباقات بطولة العالم لفئة 500 سي سي ولفئة 350 سي سي ولفئة 250 سي سي ولفئة 125 سي سي ولفئة 50 سي سي.

## البطولات
- كأس جزيرة مان السياحية 1947
- كأس جزيرة مان السياحية 1949